# نمایشگاه کتاب کودک بولونیا
نمایشگاه کتاب کودک بولونیا (به ایتالیایی: La Liba del Libro per ragazzi) یکی از جشنواره‌های مهم کتابهای کودک در جهان است. 

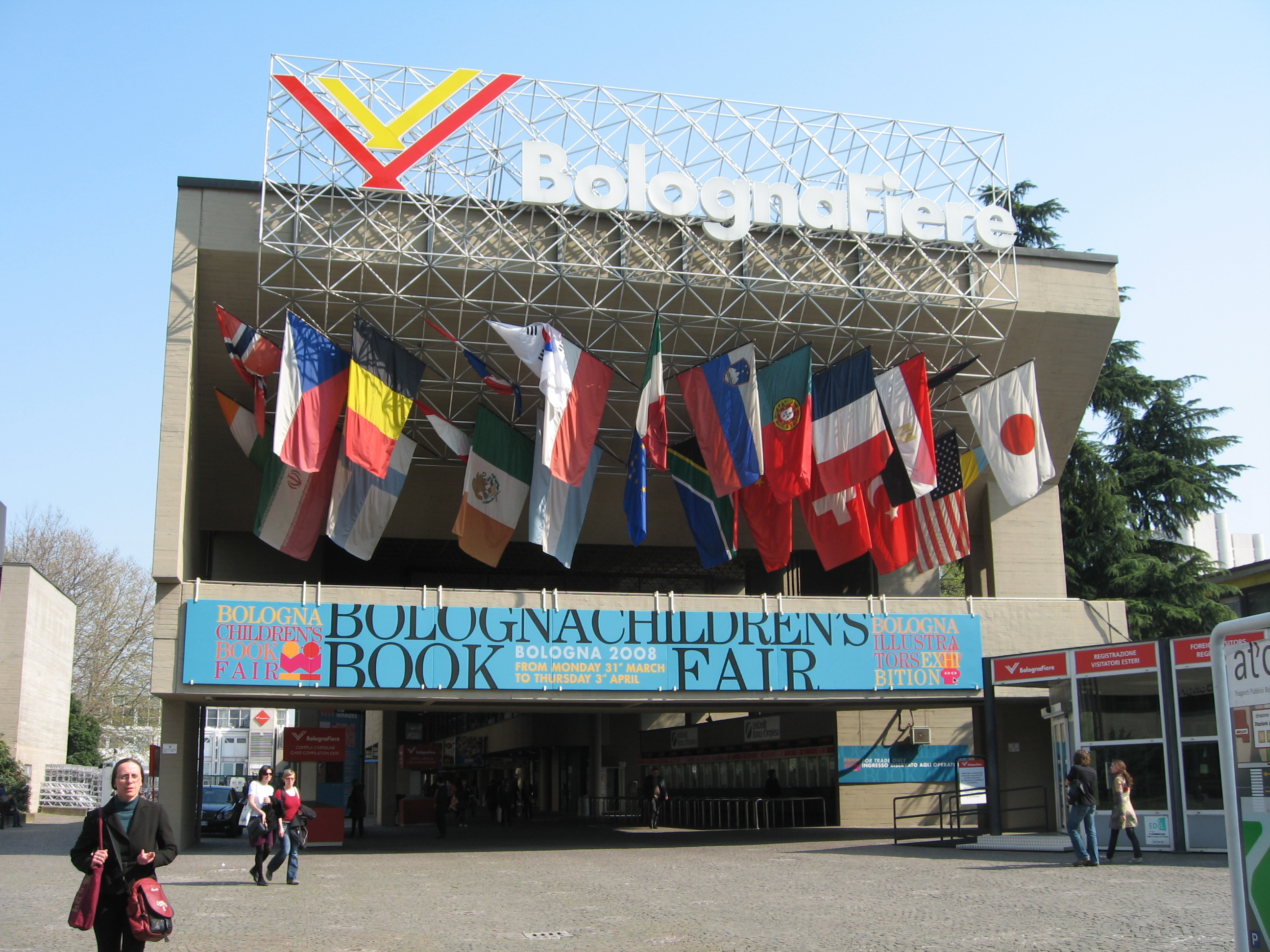
ورودی نمایشگاه کتاب کودکان بولونیا در سال 2008

این نمایشگاه از سال 1963، هر سال به مدت چهار روز در مارس یا آوریل در بولونیا ، ایتالیا برگزار می شود و مکانی جهت ملاقات برای همه متخصصان در ایجاد و انتشار کتاب های کودکان است ، و بیشتر برای خرید و فروش کپی‌رایت استفاده می‌شود،  هم برای ترجمه و هم برای محصولات مشتق شده مانند فیلم یا سریال های انیمیشن. همچنین چند جایزه مهم در این نمایشگاه اهدا می شود: جوایز BolognaRagazzi، در چهار دسته داستانی، غیر داستانی ، افق‌های جدید (برای دنیای غیر غربی) و اپرا پریما (برای کارهای اول). در طول نمایشگاه ، اما جدا از آن ، برخی جوایز عمده اهدا می‌شود، از جمله جوایز دوسالانه هانس کریستین اندرسن  و جایزه یادبود Astrid Lindgren . 
از سال 1967 ، نمایشگاه تصویرگران در این جشنواره آثار تصویرگرانی را که توسط هیئت داوران، متشکل از پنج متخصص بین‌المللی (دو ناشر و سه تصویرگر یا معلمان تصویرگری) انتخاب شده معرفی می‌کند. هر ساله حدود 3000 تصویرگر از بیش از 70 کشور جهان پنج قطعه هنری  ارائه می‌دهند. 